# 温迪罕移室懑
温迪罕移室懑（？—1161年），金朝将领，女真族，姓温迪罕，速频屯懑欢春人，迁居上京（今黑龙江阿城区）忽论失懒，世袭谋克术辇的弟弟。
移室懑性情忠正强毅，膂力过人，善骑射。皇统初年，承袭兄长为谋克，累积战功，擢升为洮州刺史。兄子斡鲁古年长，以谋克让给兄子。历任贵德州刺史、移典乣详稳。完颜宗弼嘉赏他的品格，让他升任乌古里部族节度使，改德昌军节度使。完颜亮正隆四年（1159年），金朝征兵南伐，泰州猛安定远阿补以所部叛还，他率领七谋克擒获定远阿补，以其众交付大军。在缔母岭、伊改河率兵镇压契丹起事军，以功升任临潢尹。正隆六年（1161年），金世宗即位于东京（今辽宁辽阳），仍任旧职，掌边事。移剌窝斡称帝，率数万军攻临潢。移室懑仅率临潢军士六百人邀击，因马中流矢而被擒，拒绝招降城中居民，被杀。